# Glauco Onorato
Glauco Onorato né à Turin le 7 décembre 1936 et mort à Rome 31 décembre 2009  est un acteur et doubleur italien.

## Biographie
Il est le fils des comédiens et doubleurs Giovanni Onorato et Graziella Ceri et le frère de l'actrice, la scénariste et réalisatrice Maria Virginia Onorato.
Glauco Onorato a été actif au cinéma, théâtre et télévision. Parmi ses rôles les plus notables figurent celui d'un homme hanté par le surnaturel dans Black Sabbath de Mario Bava, un soldat de retour du front russe dans Les Fleurs du soleil de Vittorio De Sica et comme un impitoyable gangster dans le film policier Il grande racket. Il a travaillé régulièrement de la fin des années 1950 jusqu'à peu de temps avant sa mort
Il avait aussi du succès comme comédien de doublage. Il a assuré le doublage de voix italienne pour des acteurs tels que Danny Glover, Arnold Schwarzenegger, Anthony Quinn et Charles Bronson. Il a assuré le doublage dans presque tous les films de l'acteur italien Bud Spencer dont le fort accent napolitain était considéré comme impropre à ses rôles.
Il est le fils de l'acteur Giovanni Onorato (apparu dans la série des films de Don Camillo), le père de Riccardo Niseem Onorato, acteur et doubleur et de Sara Onorato, comédienne de doublage, ainsi que le frère de Marco Onorato, directeur de photographie au cinéma.

## Filmographie partielle
- 1959 : Spavaldi e Innamorati de Giuseppe Vari
- 1960 : Ces sacrées Romaines (I baccanali di Tiberio) de Giorgio Simonelli
- 1962 : Le Cheik rouge (Lo sceicco rosso) de Fernando Cerchio
- 1963 : Les Trois Visages de la peur, (I Tre Volti della Paura) de Mario Bava et Salvatore Billitteri
- 1963 : Jacob, l'homme qui combattit Dieu (Giacobbe, l'uomo che lottò con Dio) de Marcello Baldi
- 1963 : Lo Sceicco Rosso de Fernando Cerchio
- 1964 : Amori Pericolosi, épisode « La Ronda », de Carlo Lizzani
- 1965 : Rivincita di Ivanhoe de Tanio Boccia
- 1966 : Le piacevoli notti de Luciano Lucignani et Armando Crispino
- 1967 : Johnny le bâtard (John il Bastardo) d’Armando Crispino : Morenillo
- 1967 : Le Magnifique Texan (Il magnifico texano) de Luigi Capuano : José Pereira
- 1968 : La Freccia Nera de Anton Giulio Majano
- 1969 : La Colline des bottes (La collina degli stivali), de Giuseppe Colizzi
- 1970 : Les Fleurs du soleil (I girasoli) de Vittorio De Sica
- 1971 : Incontro de Piero Schivazappa
- 1971 : W Django! de Edoardo Mulargia
- 1973 : Cinq Jours à Milan (Le cinque giornate) de Dario Argento
- 1973 : Fra' Tazio da Velletri de Romano Scandariato (it) et Joe D'Amato, (non crédité)
- 1973 : Troppo rischio per un uomo solo de Luciano Ercoli
- 1974 : Wer stirbt schon gerne unter Palmen d'Alfred Vohrer
- 1974 : L'ultimo uomo di Sara de Maria Virginia Onorato : Commissaire Marasso
- 1975 : Carambola, Filotto... Tutti in Buca de Ferdinando Baldi
- 1975 : Colpita da Improvviso Benessere de Franco Giraldi
- 1975 : Les Frissons de l'angoisse (Profondo Rosso) de Dario Argento
- 1976 : Big Racket (Il grande racket) d'Enzo G. Castellari
- 1976 : Maria R. e Gli Angeli del Trastevere d'Elfriede Gaeng
- 1977 : L'altra metà del cielo de Franco Rossi
- 1977 : SOS jaguar, opération casse gueule (Poliziotto Sprint) de Stelvio Massi
- 1977 : Stringimi forte Papà de Michele Massimo Tarantini
- 1980 : La Cage aux folles 2 (Il Vizietto II) d'Édouard Molinaro : Luigi, le berger rustre amoureux de Zaza (Albin travesti en femme)
- 1980 : Stark System de Armenia Balducci
- 1980 : Sucre, Miel et Piment (Zucchero, miele e peperoncino) de Sergio Martino
- 2008 : Chi Nasce Tondo de Alessandro Valori